# NGC 558
NGC 558 este o galaxie eliptică situată în constelația Balena. A fost descoperită în 1 februarie 1864 de către Heinrich Louis d'Arrest.